# Олександро-Невський собор (Феодосія)
Олександро-Невський собор — втрачений православний храм у Феодосії, Україна. Розташовувався на території нинішнього Матроського саду.

## Історія
Побудований на місці стародавнього  візантійського храму, що існував з IV століття і перебудований турками в мечеть султана Селіма. Указом російського імператора Олександра I 1817 року було прийнято рішення про будівництво на історичному місці православного собору. При розбиранні старого фундаменту була виявлена стародавня кам'яна плита із зображенням святого Миколи Чудотворця з Євангелієм, поміщена пізніше у вівтарі собору.
Реально будівництво храму розпочалося лише в 1871 році і завершилося в 1873, коли храм був освячений у присутності єпископа Гурія (Карпова). Собор був побудований у вигляді трьохнефної базиліки, всередині він був прикрашений мармуровими колонами, що збереглися від стародавнього візантійського храму. У плані будівля являла собою хрест. У храмі знаходився образ Ісуса Христа, що йде по воді, пензля Івана Айвазовського. У 1875 року в соборі був похований командир лінкора «Чесма» віце-адмірал Віктор Матвійович Мікрюков, герой оборони Севастополя під час Кримської війни і учасник Синопської битви.
Собор став одним з головних прикрас міста і центром його суспільного життя. Ні одна важлива подія в місті не починалося без богослужіння в головному храмі. У соборі зберігалася ікона Божої Матері «Знамення», що вважалася покровителькою Феодосії, передана йому в 1876 році.
Під час Першої світової війни храм був пошкоджений, коли в жовтні 1914 року на його куполі пробили дірку три снаряди. Проте загибель храму припала на радянський час. Він був зруйнований у 1933 році.